# 肯代亞 (紐約州)
肯代亞（英語：Kendaia）是位於美國紐約州塞尼卡縣的非建制地區。

## 歷史
肯代亞的郵局於1862年設立，其後於1936年停運。

## 地理
肯代亞所處的海拔為高於海平面188米（即617英呎），而該地所採用的時區為UTC-5，即北美东部时区（EST）。同時該地設有夏令時間，為UTC-5調快一小時，即UTC-4（EDT）。